# Осако, Акинобу
Акинобу Осако (яп. 大迫 明伸; род. 27 ноября 1960, Миядзаки) — японский дзюдоист, чемпион и призёр чемпионатов Японии, бронзовый призёр летних Олимпийских игр 1988 года в Сеуле.

## Карьера
Выступал в средней (до 86 кг) и абсолютной весовых категориях. Чемпион Японии 1988 и 1989 годов в среднем весе, бронзовый призёр чемпионата Японии 1988 года в абсолютном весе. В 1986 году стал серебряным призёром международного турнира в Колорадо-Спрингсе (США) и бронзовым призёром международного турнира в Париже. На летней Олимпиаде 1988 года Осако стал бронзовым призёром в средней весовой категории.